# (35694) 1999 CP54
1999 CP54 (asteroide 35694) é um asteroide da cintura principal. Possui uma excentricidade de 0.15667080 e uma inclinação de 1.19994º.
Este asteroide foi descoberto no dia 10 de fevereiro de 1999 por LINEAR em Socorro.